# Saint-Malo-des-Trois-Fontaines
Saint-Malo-des-Trois-Fontaines (Gallo Saent-Malo-ez-Treiz-Fontaènn, bretonisch Sant-Maloù-an-Teir-Feunteun) ist eine französische Gemeinde mit 562 Einwohnern (Stand 1. Januar 2022) im Département Morbihan in der Region Bretagne.

## Geografie
Saint-Malo-des-Trois-Fontaines liegt rund 54 Kilometer nordöstlich von Vannes im Nordosten des Départements Morbihan.
Nachbargemeinden sind Mohon im Norden, Guilliers im Nordosten, Loyat im Osten, Taupont im Südosten, Helléan im Südwesten, La Grée-Saint-Laurent im Westen sowie Forges de Lanouée im Nordwesten.

## Geschichte
Im Frühmittelalter wurde die Gegend durch Bretonen besiedelt und deren Umgangssprache Alltagssprache. Bei der Zweiten Rückzugswelle der Bretonischen Sprache im Spätmittelalter (zwischen 1200 und 1500) kam es zum Sprachwechsel hin zum Gallo. Dieser Dialekt des Französischen ist mittlerweile beinahe ausgestorben und die Bevölkerung spricht heute französisch. Das Gebiet der heutigen Gemeinde gehörte bis 1858 zur Gemeinde Mohon.

## Bevölkerungsentwicklung
| Jahr                       | 1962 | 1968 | 1975 | 1982 | 1990 | 1999 | 2006 | 2012 | 2019 |
| Einwohner                  | 604  | 607  | 557  | 505  | 462  | 498  | 543  | 556  | 584  |
| Quellen: Cassini und INSEE |      |      |      |      |      |      |      |      |      |

## Sehenswürdigkeiten

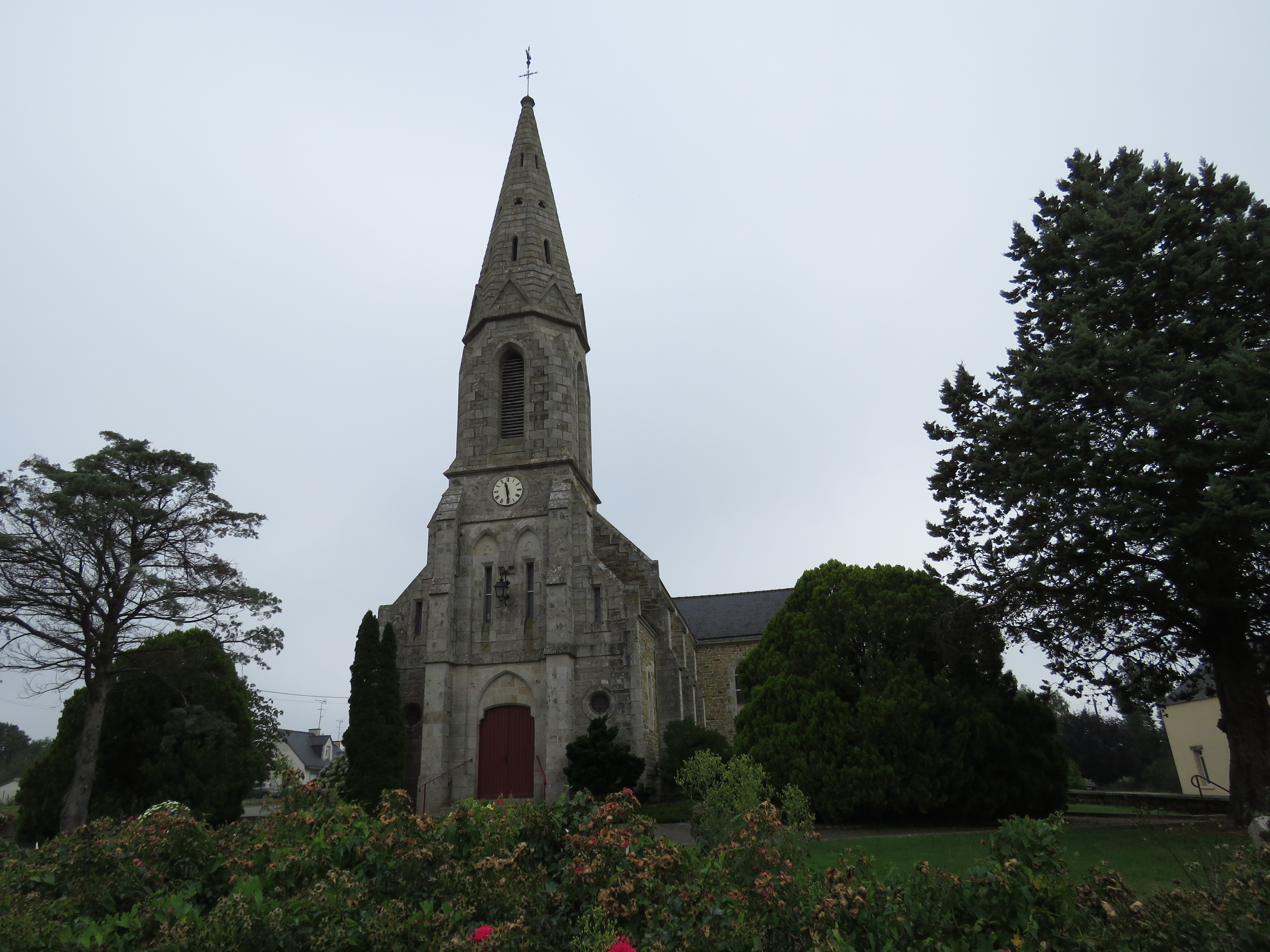
Kirche Saint-Malo

- Kirche Saint-Malo